# Limba uzbecă
Limba uzbecă este o limbă din subgrupul karluk al grupului de limbi turcice al familiei lingvistice altaice (foarte apropiată de limba uigură vorbită în nord-vestul Chinei). Este limba maternă a majorității populației din Uzbekistan și limba oficială a acestei țări. Uzbeca este limba maternă pentru cca 19 milioane persoane, dintre care peste 4 milioane în afara Uzbekistanului (1,8 milioane în Afganistan, 1,021 milioane în Tadjikistan, 0,6 milioane în Kârgâzstan, 0,4 milioane în Kazahstan și 0,3 milioane în Turkmenistan). S-a format la începutul secolului al XX-lea în baza limbii ciagatai. Până în 1928 a avut scrierea în baza grafiei arabe, apoi a celei chirilice. Scrierea actuală este în baza grafiei latine (din 1992).